# Sidney Howard

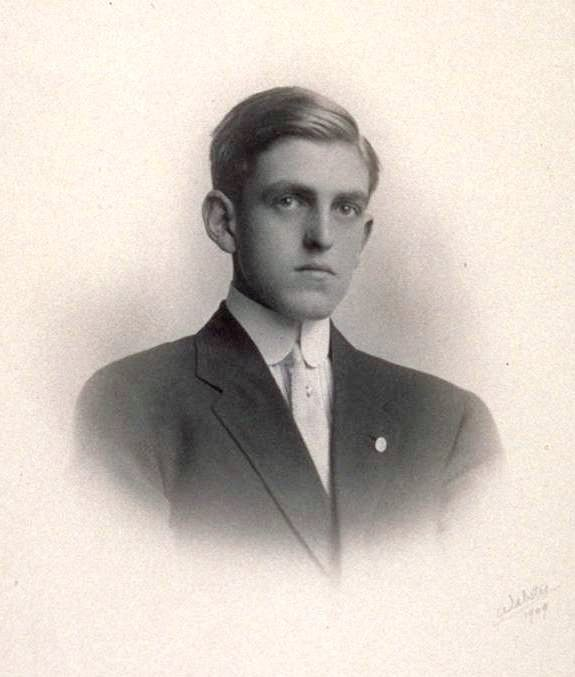
Sidney Howard (1909)

Sidney Howard (* 26. Juni 1891 in Oakland, Kalifornien; † 23. August 1939 in Tyringham, Massachusetts) war ein US-amerikanischer Dramatiker, der unter anderem mit dem Pulitzer-Preis sowie dem Oscar ausgezeichnet wurde.

## Leben
Howard studierte an der University of California und der Harvard University, im Anschluss diente er im Ersten Weltkrieg. Nach Kriegsende wurde er als Journalist und Übersetzer tätig, während er erste Stücke schrieb. Der politisch linksliberale Howard stieg zu einem der populärsten amerikanischen Dramatiker der 1920er und 1930er Jahre auf, nicht zuletzt wegen seiner hohen Produktivität. Sein erstes Stück Swords hatte 1921 am Broadway Premiere. Bereits mit seinem dritten Stück They Knew What They Wanted gewann er 1925 den Pulitzer-Preis. Das später mehrfach verfilmte und vielfach neu aufgeführte Stück erzählt von einem alternden und wenig ansehnlichen Weinbauern, der einer Kellnerin per Brief einen Heiratsantrag macht, aber das Bild seines jungen Mitarbeiters an sie schickt. 1927 wurde er in die American Academy of Arts and Letters gewählt.
Ab Ende der 1920er Jahre entdeckte auch Hollywood seine Stücke als Grundlage für Filme, was dazu führte, dass er in den 1930er Jahren mit Beginn des Tonfilms auch als Drehbuchautor tätig war. Sehr erfolgreich waren seine Drehbücher zu zwei Literaturverfilmungen nach Romanen von Sinclair Lewis, mit dem er auch privat befreundet war. Howard zog es nie nach Los Angeles, sondern er lebte zurückgezogen auf seiner Farm in Massachusetts. Sein wohl berühmtestes Drehbuch schrieb er für Vom Winde verweht (1939). Der Produzent David O. Selznick hatte ihn in der Überzeugung, er sei der begabteste lebende Dramatiker der USA, engagiert, um den über 1000 Seiten starken Roman zu dramatisieren.
Howard war von 1922 bis zu deren frühen Tod mit der Schauspielerin Clare Eames (1894–1930) verheiratet, die gemeinsame Tochter Jennifer Howard (1925–1993) wurde später ebenfalls Schauspielerin. In zweiter Ehe war Sidney Howard ab 1931 mit Polly Damrosch, der Tochter des deutschamerikanischen Komponisten Walter Damrosch, verheiratet. Sidney Howard starb – noch vor der Premiere von Vom Winde verweht – im August 1939 auf seiner Farm bei einem Unfall mit seinem Traktor.
Postum wurde ihm der Oscar für das Beste adaptierte Drehbuch für Vom Winde verweht verliehen. Howard bekam als einziger Autor den Oscar, obwohl sein Drehbuch zu dem Filmklassiker später noch von anderen Autoren überarbeitet worden war. Er war damit der erste Autor, der den Pulitzer-Preis und den Oscar im Laufe seiner Karriere verliehen bekam.

## Bühnenwerke (Auswahl)
- Swords (1921)
- They Knew What They Wanted (1924)
- Lucky Sam Carver (1925)
- Ned McCobb's Daughter (1926)
- The Silver Cord (1926)
- Half Gods (1929)
- Marseilles (1930)
- The Late Christopher Bean (1932)
- Yellow Jack (1934)
- Dodsworth (1934)
- Ode to Liberty (1934)
- The Ghost of Yankee Doodle (1937)

## Filmografie (Auswahl)
Als Drehbuchautor
- 1929: Flucht von der Teufelsinsel (Condemned!)
- 1929: Bulldog Drummond
- 1930: Raffles
- 1930: A Lady to Love
- 1931: Arrowsmith
- 1936: Zeit der Liebe, Zeit des Abschieds (Dodsworth)
- 1939: Raffles
- 1939: Vom Winde verweht (Gone with the Wind)

Als Autor der Vorlage
- 1928: The Secret Hour (nach They Knew What They Wanted) – Regie: Rowland V. Lee, mit Pola Negri und Jean Hersholt
- 1930: A Lady to Love (nach They Knew What They Wanted) – Regie: Victor Sjöström, mit Vilma Bánky und Edward G. Robinson
- 1932: The Silver Cord – Regie: John Cromwell, mit Irene Dunne und Joel McCrea
- 1933: Christopher Bean (nach The Late Christopher Bean) – Regie: Sam Wood, mit Marie Dressler und Lionel Barrymore
- 1940: They Knew What They Wanted – Regie: Garson Kanin, mit Carole Lombard und Charles Laughton